# Натанджело Маркело
Натанджело Александро Маркело (нід. Nathangelo Alexandro Markelo, нар. 7 січня 1999, Гронінген, Нідерланди) — нідерландський футболіст, захисник нідерландського клубу «Фортуна» (Сіттард) та національної збірної Кюрасао.

## Ігрова кар'єра

### Клубна
Натанджело Маркело народився у місті Гронінген і є вихованцем футбольного клубу «Волендам». У 2017 році футболіст відправився до Англії, де приєднався до футбольної академії клубу «Евертон». Захисник грав лише у другому складі команди. У 2020 році футболіст підписав з клубом новий контракт на два роки й був заявлений до першого складі, але в основі не провів жодного матчу, а у 2018 році повернувся до Нідерландів — в оренду у клуб Ередивізі «Твенте».
Після закінчення оренди Маркело залишився у Нідерландах, підписавши контракт з ПСВ. Але грав лише за «Йонг ПСВ» в Еерстедивізі. Через рік захисник змінив клуб, підписавши трирічний контракт з роттердамським «Ексельсіором».
У серпні 2023 року Маркело підписав контракт на один сезон з клубом Ередивізі «Фортуна» з Сіттарда.

### Збірна
На міжнародному рівні Натанджело Маркело починав грати за юнацькі збірні Нідерландів. Провів дві гри у складі молодіжної збірної Нідерландів.
Пізніше футболіст прийняв запрошення від своєї історичної батьківщини й 25 вересня 2022 року у товариському матчі проти команди Індонезії Маркело дебютував у національній збірній Кюрасао.